# In scena
In scena è un album di Davide Cavuti pubblicato nel 2013 dall'etichetta MuTeArt.

## Il disco
L'album è stato presentato il 12 agosto 2013 in occasione del decennale del Premio Culturale MuMi con la partecipazione dell’attore Ugo Pagliai.
Il disco racchiude alcuni dei temi musicali originali per il cinema e per il teatro composti da Davide Cavuti per registi quali Giorgio Albertazzi, Michele Placido, Paola Gassman, Caterina Vertova,  Arnoldo Foà e altri.
Nell'album è presente la traccia Madre Luce (testo e musica di Davide Cavuti) interpretata da Katia Ricciarelli e Francesco Zingariello, canzone originale che fa parte della colonna sonora, firmata sempre da Cavuti, del documentario Viaggio al cuore della vita con Michele Placido.

## Tracce
1. Escape – 3:14
2. Le Temps de René – 3:13
3. Annina’s Theme – 1:50
4. Signora Frola – 2:17
5. Verlassen – 2:11
6. Frames from Itaker – 1:10
7. Mot – 2:56
8. Il Grido Suite – 3:45
9. Theme 4 – 1:33
10. Valetango – 3:37
11. Il silenzio di Lorenzo – 2:05
12. Frontiere – 2:59
13. Fontamara – 3:31
14. Passi – 3:21
15. Virinoj Tema – 2:47
16. Madre Luce – 3:58

## Musicisti
- Davide Cavuti – fisarmonica, pianoforte, direzione
- Katia Ricciarelli – voce cantante
- Francesco Zingariello – voce cantante
- Paolo di Sabatino – pianoforte
- Antonio Scolletta – violino e viola solista
- Giancarlo Giannangeli – violoncello
- Marco Siniscalco – contrabbasso
- Daniele Mencarelli – basso
- Marco Collazzoni – sassofono
- Luana De Rubeis – viola
- Lorenza Mazzonetto – violino
- Gennaro Spezza – clarinetto
- Massimo Martusciello – fagotto
- Fabrizio Mandolini – sassofono
- Franco Finucci – chitarra
- Glauco Di Sabatino – batteria, percussioni